# Can Sureda (Maçanet de la Selva)
Can Sureda és una masia de Maçanet de la Selva (Selva) inclosa a l'Inventari del Patrimoni Arquitectònic de Catalunya.

## Descripció
Edifici de dues plantes i coberta de dues aigües a laterals. En destaquen les obertures de pedra de finestres i porta principal, Sobretot la llinda amb motllura d'arc conopial que existeix a una de les finestres del primer pis.
Té un adossat a la part dreta de construcció recent (1948) i diverses edificacions properes com porxos, coberts i pous per a les tasques horticultores.
Prop de la casa, a llevant i ja en l'actual terme municipal de Vidreres, encara es pot observar les restes de l'antiga casa dels Sureda destruïda durant les Guerres Carlines. A nivell del sòl, s'endevinen els fonaments de l'edifici, a tocar del pou de la casa.
Sota un arbre que hi ha davant de la casa existeixen, reaprofitats com a bancs per seure, un muntant i una llinda antics de finestra.

## Història
Mas antic que des del segle xviii fou de la família Sureda.
La casa fou cremada durant les Guerres Carlines i fou construïda de nou on es troba actualment, al límit del terme municipal de Vidreres.